# Michal Balcar
Michal Balcar (* 15. června 1986 Karlovy Vary) je český herec a dabér.
Vystudoval Obchodní akademii cestovního ruchu v Karlových Varech. Mezi lety 2010 a 2014 studoval DAMU, obor herectví činoherního divadla.

## Filmové a televizní role (výběr)
- České století (2014) … studentský vůdce Šimon Pánek
- Život a doba soudce A. K. (2016/2017) … vyšetřovatel Pilný
- Bohéma (2017) … Arnošt Žák
- Jan Palach (2018) … Jiří Palach
- Hodinářův učeň (2019)
- 1. mise (2020–2021) … MUDr. Pavel Potůček
- Lesní vrah (2024) … Viktor Kalivoda